# 1985
1985. је била проста година.

## Догађаји

### Јануар
- 1. јануар — Гренланд се повукао из Европске економске заједнице.
- 13. јануар — Приликом пада воза у провалију, око 250 km источно од главног града Етиопије Адис Абебе, погинуло је 428 путника, а 370 је повређено.
- 15. јануар — Бразилски конгрес је изабрао Танкреда Невеша за председника Бразила, чиме је окончана 21-годишња владавина војне хунте.
- 20. јануар — Амерички председник Роналд Реган је на приватној церемонији положио заклетву и отпочео свој други мандат.
- 27. јануар — Основана је Организација за економску сарадњу.
- 28. јануар — У Холивуду је снимљен сингл „We Are the World“, од чијих прихода је финансирана борба против глади у Етиопији.

### Фебруар
- 4. фебруар — Граница између Гибралтара и Шпаније је први пут отворена откако је Франсиско Франко наредио њено затварање.
- 10. фебруар — Нелсон Мандела је одбио понуду јужноафричке владе за помиловање.
- 16. фебруар — Израел је почео повлачење војске из Либана.
- 20. фебруар — У Ирској је, и поред жестоког противљења римокатоличке цркве, легализована продаја контрацептивних средстава.

### Март
- 1. март — У Уругвају је преузео власт председник Хулио Сангинети, чиме је окончана деветогодишња војна владавина у тој јужноамеричкој земљи.
- 9. март — Група турских националиста је извршила терористички напад на станици Буново у Бугарској. У нападу је погинуло 7, и рањено 9 особа.
- 11. март — Михаил Горбачов изабран за генералног секретара Централног комитета Комунистичке партије Совјетског Савеза.
- 11. март — Египћани, браћа Ал Фајед, постали већински власници лондонске робне куће "Хародс".
- 16. март — У Бејруту отет амерички новинар Тери Андерсон.

### Април
- 1. април — Две јапанске државне корпорације Nippon Telegraph and Telephone Public Corporation, и Japan Tobacco and Salt Public Corporation, су приватизоване и имена су им промењена у Nippon Telegraph and Telephone и Japan Tobacco.
- 6. април — Војним ударом у Судану свргнут Џафар Нумејри, а власт преузео министар одбране и командант армије, генерал Абдел Рахман Суер ал Дахаб.
- 12. април — Прва синхронизација агрегата А3 Ђердапа II
- 30. април — Патријарх српски Герман осветио Храм светог Саве, у присуству свих српских архијереја, положивши повељу о наставку радова у новим историјским приликама.

### Мај
- 5. мај — Западнонемачки канцелар Хелмут Кол и амерички председник Роналд Реган положили су венце на гробље у Битбургу, на ком су сахрањени припадници Вафен-СС.
- 9. мај — У Београду је одржана војна парада поводом четрдесете годишњице Победе над фашизмом.
- 15. мај — Радован Влајковић изабран за председника Председништва СФРЈ.
- 16. мај — Научници Британске антарктичке мисије у објавили постојање озонске рупе.
- 20. мај — Филм „Отац на службеном путу“ југословенског режисера Емира Кустурице освојио је „Златну палму“ на 38. међународном фестивалу у Кану.
- 22. мај — У експлозији аутомобила-бомбе у једном предграђу Бејрута погинуло 60, повређено 190 људи.
- 29. мај — На стадиону „Хејсел“ у Бриселу, у нередима пред финални меч европског Купа шампиона између италијанског првака „Јувентуса“ и енглеског „Ливерпула“, погинуло је 39 и повређено више од 400 људи, углавном италијанских навијача.

### Јун
- 6. јун — Израел је после трогодишње окупације повукао већи део снага из Либана, али је задржао гранични појас унутар те земље.
- 14. јун — Белгија, Француска, Западна Немачка, Луксембург и Холандија су потписале Шенгенски споразум са циљем укидања систематских пограничних контрола.

### Јул
- 10. јул — Агенти фрацуског Генералног директората за спољашњу безбедност су поставили бомбу и потопили брод Гринписа Дугин ратник у окландској луци.
- 13. јул — Рок концерти под називом „Live Aid“ у организацији певача и хуманитарног радника Боба Гелдофа одржани напоредо у Лондону и Филаделфији.
- 13. јул — Совјетски скакач мотком Сергеј Бубка први пут у историји тог спорта прескочио шест метара у Паризу, чиме је постигао и светски рекорд.
- 19. јул — Услед бујице блата изазване рушењем насипа у долини Става у Италији погинуло је 268 особа.
- 27. јул — У државном удару у Уганди свргнут је председник Милтон Аполо Оботе, који је био шеф државе од 1966. до 1971, када га је оборио Иди Амин Дада. Други пут је постао председник 1979.
- 29. јул — Алан Гарсија инаугурисан за новог председника Перуа и с 36 година постао најмлађи шеф државе на свету.

### Август
- 12. август — Џапан ерлајнс лет 123 се срушио на врх планине Такамагахара у јапанској префектури Гунма, усмртивши 520 од 524 људи у авиону у највећој авионској несрећи у којој је учествао један авион.
- 17. август — У експлозији аутомобила-бомбе у хришћанском делу Бејрута погинуло је 60 и повређено сто људи.

### Септембар
- 1. септембар — Заједничка америчко-француска експедиција предвођена Робертом Балардом и Жаном Лујом Мишелом је пронашла олупину Титаника на дну Атлантског океана.
- 17. септембар — Виктор Корчној, Роберт Хибнер и Ентони Мајлс су победили на шаховском турниру у Тилбургу.
- 19. септембар — У главном граду Мексика и околини у земљотресу погинуло око 12.000, повређено 40.000 људи.
- 21. септембар — Принц Александар II Карађорђевић се други пут жени у Лондону Катарином Батис из Атине.
- 22. септембар — Француски премијер Лоран Фабијус признао да су француски тајни агенти, на основу наређења владе, потопили у Новом Зеланду брод „Дугин ратник“ организације „Гринпис“. „Гринпис“ водио кампању против француских нуклеарних проба.

### Октобар
- 1. октобар — Израелско ратно ваздухопловство је бомбардовало штаб ПЛО близу Туниса.
- 4. октобар — Ричард Столман је основао Задужбину за слободни софтвер, непрофитну организацију да би пружала логистичку, правну и финансијску подршку пројекту ГНУ.
- 7. октобар — Палестински герилци отели су у Медитерану италијански путнички брод „Акиле Лауро“ са око 440 људи и запретили да ће га експлозијом уништити уколико Израел не ослободи из затвора 50 Палестинаца.
- 11. октобар — Четири америчка ловца пресрела су египатски авион са отмичарима италијанског путничког брода „Акиле Лауро“ и приморали га да слети на Сицилију, где су отмичари ухапшени. Отмичари су се 9. октобра предали египатским властима које су им одобриле да одлете у Тунис.

### Новембар
- 9. новембар — Гари Каспаров је победом над Анаталијом Карповим са 22 године постао најмлађи светски првак у шаху.
- 13. новембар — Еруптирао је вулкан Невадо дел Руиз, који је усмртио око 23.000 особа, укључујући 21.000 особа услед лахара у месту Армеро.
- 20. новембар — Мајкрософт је представио Виндоуз 1.0.

### Децембар
- 9. децембар — Бивши председник Аргентине, генерал Хорхе Видела, и његов следбеник, члан војне хунте, адмирал Емилио Масера, осуђени на доживотну робију због учешћа у рату против градске гериле и политичких противника, током којег је нестало 9.000 људи.
- 9. децембар — Генерална скупштина Уједињених нација једногласно прихватила резолуцију којом се сви акти тероризма осуђују као криминал.
- 16. децембар — На Менхетну убијен Пол Кастелано шеф мафијашке породице Гамбино.
- 17. децембар — Војна влада Уганде и припадници герилаца потписали мировни уговор којим су поделили власт и окончали готово петогодишњи грађански рат.
- 27. децембар — У истовременим нападима палестинских терориста на путнике испред шалтера израелске авиокомпаније „Ел Ал“ на аеродромима у Риму и Бечу убијено 16 људи, међу њима и један нападач, а повређено више од 100.

## Рођења

### Јануар
- 1. јануар — Тијаго Сплитер, бразилски кошаркаш[1]
- 2. јануар — Иван Додиг, хрватски тенисер[2]
- 3. јануар — Линас Клејза, литвански кошаркаш
- 3. јануар — Марко Томас, хрватски кошаркаш[3]
- 5. јануар — Саша Стаменковић, српски фудбалски голман[4]
- 7. јануар — Луис Хамилтон, британски аутомобилиста, возач Формуле 1[5]
- 8. јануар — Ивана Миленковић, српска новинарка и ТВ водитељка
- 10. јануар — Вукашин Алексић, српски кошаркаш
- 11. јануар — Зоран Ерцег, српски кошаркаш
- 16. јануар — Пабло Забалета, аргентински фудбалер[6]
- 18. јануар — Рикардо Монтоливо, италијански фудбалер[7]
- 19. јануар — Војко В, хрватски хип хоп музичар
- 19. јануар — Орија Текау, румунски тенисер[8]
- 19. јануар — Душко Тошић, српски фудбалер[9]
- 19. јануар — Дејмијен Шазел, француско-амерички редитељ, продуцент и сценариста[10]
- 25. јануар — Тајра Бенкс, америчка порнографска глумица[11]
- 28. јануар — Славица Ћуктераш, српска фолк певачица[12]
- 29. јануар — Лукша Андрић, хрватски кошаркаш
- 29. јануар — Марк Гасол, шпански кошаркаш[13]
- 29. јануар — Раг'н'Боун Мен, енглески музичар
- 29. јануар — Никола Рађен, српски ватерполиста
- 30. јануар — Жисела Дулко, аргентинска тенисерка
- 30. јануар — Бранислав Митровић, српски ватерполиста[14]
- 31. јануар — Каломира, грчко-америчка певачица и модел[15]
- 31. јануар — Новак Мартиновић, српски фудбалер[16]

### Фебруар
- 2. фебруар — Морис Алмонд, амерички кошаркаш[17]
- 3. фебруар — Џастин Долман, амерички кошаркаш[18]
- 5. фебруар — Маћеј Лампе, пољско-шведски кошаркаш[19]
- 5. фебруар — Зак Рајт, америчко-босанскохерцеговачки кошаркаш[20]
- 5. фебруар — Кристијано Роналдо, португалски фудбалер[21]
- 6. фебруар — Кристал Рид, америчка глумица[22]
- 8. фебруар — Брајан Рендл, амерички кошаркаш
- 10. фебруар — Јонас Мачијулис, литвански кошаркаш[23]
- 10. фебруар — Пол Милсап, амерички кошаркаш[24]
- 11. фебруар — Лука Богдановић, српски кошаркаш[25]
- 16. фебруар — Брана Илић, српски фудбалер[26]
- 19. фебруар — Коста Перовић, српски кошаркаш[27]
- 19. фебруар — Милован Раковић, српски кошаркаш[28]
- 19. фебруар — Јана Стојановска, македонска глумица
- 20. фебруар — Јулија Волкова, руска певачица и глумица, најпознатија као чланица дуа T.A.T.u.[29]
- 22. фебруар — Јоргос Принтезис, грчки кошаркаш[30]
- 22. фебруар — Лариса Рикелме, парагвајска глумица и модел[31]
- 26. фебруар — Никола Илић, српски кошаркаш (прем. 2012)[32]
- 26. фебруар — Фернандо Љоренте, шпански фудбалер[33]
- 28. фебруар — Јелена Јанковић, српска тенисерка[34]

### Март
- 3. март — Татјана Ђорђевић, српска музичарка
- 6. март — Бојана Вунтуришевић, српска музичарка
- 6. март — Домен Лорбек, словеначки кошаркаш
- 12. март — Стромај, белгијски музичар
- 13. март — Емил Херш, амерички глумац[35]
- 14. март — Ева Анџелина, америчка порнографска глумица[36]
- 14. март — Стивен Марковић, аустралијско-српски кошаркаш[37]
- 14. март — Алексеј Нешовић, босанскохерцеговачки кошаркаш[38]
- 15. март — Ајзеа, српски репер и текстописац
- 15. март — Бобан Бајковић, српско-црногорски фудбалски голман[39]
- 17. март — Станија Добројевић, српско-амерички модел и певачица[40]
- 18. март — Маркус Слотер, амерички кошаркаш[41]
- 20. март — Тања Савић, српска певачица[42]
- 23. март — Бетани Матек Сандс, америчка тенисерка
- 26. март — Кира Најтли, енглеска глумица[43]
- 28. март — Станислас Вавринка, швајцарски тенисер[44]
- 30. март — Александар Јевтић, српски фудбалер[45]

### Април
- 1. април — Густаво Ајон, мексички кошаркаш[46]
- 2. април — Стефан Ламбијел, швајцарски клизач[47]
- 3. април — Лиона Луис, енглеска певачица и глумица[48]
- 4. април — Алексеј Котишевски, руски кошаркаш[49]
- 4. април — Дуди Села, израелски тенисер[50]
- 4. април — Руди Фернандез, шпански кошаркаш[51]
- 9. април — Senidah, словеначка музичарка
- 11. април — Слободан Вељковић Цоби, српски музичар и музички продуцент[52]
- 16. април — Луол Денг, британско-јужносудански кошаркаш[53]
- 16. април — Владимир Мицов, српски кошаркаш[54]
- 17. април — Руни Мара, америчка глумица[55]
- 17. април — Жо-Вилфрид Цонга, француски тенисер[56]
- 18. април — Лукаш Фабијањски, пољски фудбалер[57]
- 20. април — Нина Жижић, црногорска певачица
- 20. април — Мирослав Лечић, српски фудбалер[58]
- 20. април — Павле Нинков, српски фудбалер[59]
- 23. април — Тони Мартин, немачки бициклиста[60]
- 25. април — Душко Пијетловић, српски ватерполиста[61]
- 26. април — Џон Изнер, амерички тенисер[62]
- 27. април — Орасио Зебаљос, аргентински тенисер[63]
- 30. април — Гал Гадот, израелска глумица, модел и продуценткиња[64]

### Мај
- 2. мај — Лили Ален, енглеска музичарка[65]
- 3. мај — Езекијел Лавези, аргентински фудбалер[66]
- 4. мај — Бо Макејлеб, амерички кошаркаш[67]
- 4. мај — Фернандињо, бразилски фудбалер[68]
- 6. мај — Крис Пол, амерички кошаркаш[69]
- 7. мај — Џеј Балвин, колумбијски певач[70]
- 7. мај — Милан Пуровић, црногорски фудбалер[71]
- 8. мај — Александар Каун, руски кошаркаш
- 11. мај — Хуан Паласиос, колумбијски кошаркаш[72]
- 17. мај — Грег ван Авермат, белгијски бициклиста
- 20. мај — Крис Фрум, британски бициклиста[73]
- 21. мај — Марк Кевендиш, британски бициклиста[74]
- 21. мај — Мари Макреј, америчка порнографска глумица и модел[75]
- 23. мај — Тејмураз Габашвили, руски тенисер[76]
- 24. мај — Бојана Панић, српска глумица и модел
- 25. мај — Демба Ба, сенегалски фудбалер[77]
- 27. мај — Роберто Солдадо, шпански фудбалер[78]
- 28. мај — Кери Малиган, енглеска глумица[79]
- 29. мај — Мирослав Вулићевић, српски фудбалер[80]
- 31. мај — Јан Вујукас, грчки кошаркаш[81]

### Јун
- 3. јун — Лукаш Пишчек, пољски фудбалер[82]
- 4. јун — Лукас Подолски, немачки фудбалер[83]
- 4. јун — Bar Refaeli, израелска манекенка
- 7. јун — Дејан Лекић, српски фудбалер[84]
- 10. јун — Каја Канепи, естонска тенисерка
- 10. јун — Василис Торосидис, грчки фудбалер[85]
- 10. јун — Анди Шлек, луксембуршки бициклиста[86]
- 12. јун — Дејв Франко, амерички глумац и редитељ[87]
- 13. јун — Лела Стар, кубанска порнографска глумица[88]
- 16. јун — Карис Пејџ Брајант, америчка глумица[89]
- 17. јун — Маркос Багдатис, кипарски тенисер[90]
- 19. јун — Јаник Боколо, француски кошаркаш[91]
- 19. јун — Наташа Крсмановић, српска одбојкашица[92]
- 19. јун — Кармел Мур, енглеска порнографска глумица
- 20. јун — Дарко Миличић, српски кошаркаш[93]
- 21. јун — Амел Бент, француска поп певачица[94]
- 21. јун — Лана дел Реј, америчка музичарка и музичка продуценткиња[95]
- 22. јун — Софоклис Схорцијанитис, грчко-камерунски кошаркаш[96]
- 23. јун — Мајк Грин, амерички кошаркаш[97]
- 24. јун — Таж Гибсон, амерички кошаркаш[98]
- 24. јун — Крунослав Симон, хрватски кошаркаш[99]
- 27. јун — Светлана Кузњецова, руска тенисерка[100]
- 27. јун — Нико Розберг, немачки аутомобилиста, возач Формуле 1[101]
- 29. јун — Никола Роквић, српски певач
- 30. јун — Мајкл Фелпс, амерички пливач[102]

### Јул
- 1. јул — Тејлор Рочести, америчко-црногорски кошаркаш[103]
- 1. јул — Леа Седу, француска глумица[104]
- 1. јул — Млађен Шљиванчанин, српски кошаркаш[105]
- 2. јул — Ешли Тисдејл, америчка глумица, певачица и продуценткиња[106]
- 9. јул — Мирза Бегић, словеначки кошаркаш[107]
- 9. јул — Ешли Јанг, енглески фудбалер[108]
- 10. јул — Марио Гомез, немачки фудбалер[109]
- 10. јул — Кејлеб Грин, амерички кошаркаш[110]
- 13. јул — Гиљермо Очоа, мексички фудбалски голман[111]
- 14. јул — Фиби Волер-Бриџ, енглеска глумица, продуценткиња и сценаристкиња[112]
- 19. јул — Ламаркус Олдриџ, амерички кошаркаш[113]
- 21. јул — Филип Полашек, словачки тенисер[114]
- 23. јул — Реналдас Сејбутис, литвански кошаркаш[115]
- 24. јул — Мет Лоџески, америчко-белгијски кошаркаш
- 24. јул — Тиган Пресли, америчка порнографска глумица[116]
- 24. јул — Лукаш Росол, чешки тенисер[117]
- 25. јул — Шантел Вансантен, америчка глумица и модел[118]
- 25. јул — Џејмс Лаферти, амерички глумац, редитељ и продуцент[119]
- 26. јул — Гаел Клиши, француски фудбалер[120]
- 27. јул — Саша Ковачевић, српски певач
- 30. јул — Крис Гучиони, аустралијски тенисер[121]

### Август
- 2. август — Марко Блажић, српски фудбалер[122]
- 2. август — Илија Бозољац, српски тенисер[123]
- 4. август — Лидија Бачић, хрватска певачица[124]
- 8. август — Маринко Матошевић, аустралијски тенисер[125]
- 9. август — Ана Кендрик, америчка глумица и певачица[126]
- 9. август — Клеверсон Габријел Кордова, бразилски фудбалер[127]
- 9. август — Филипе Луис, бразилски фудбалер[128]
- 16. август — Кристин Милиоти, америчка глумица и певачица[129]
- 20. август — Алваро Негредо, шпански фудбалер
- 21. август — Николас Алмагро, шпански тенисер[130]
- 21. август — Стефан Бузуровић, српски глумац и телевизијски водитељ[131]
- 25. август — Радмила Манојловић, српска певачица[132]

### Септембар
- 3. септембар — Милош Борисов, црногорски кошаркаш[133]
- 4. септембар — Раул Албиол, шпански фудбалер[134]
- 5. септембар — Џастин Дентмон, амерички кошаркаш[135]
- 7. септембар — Рафиња, бразилски фудбалер[136]
- 9. септембар — Лиор Елијаху, израелски кошаркаш[137]
- 9. септембар — Лука Модрић, хрватски фудбалер[138]
- 9. септембар — Џеј Ар Смит, амерички кошаркаш[139]
- 11. септембар — Шон Ливингстон, амерички кошаркаш
- 12. септембар — Давор Штефанек, српски рвач[140]
- 13. септембар — Никола Микић, српски фудбалер[141]
- 14. септембар — Душан Каличанин, српски глумац и балетан
- 14. септембар — Мохамед Фаје, сенегалски кошаркаш[142]
- 15. септембар — Кејден Крос, америчка порнографска глумица[143]
- 17. септембар — Томаш Бердих, чешки тенисер[144]
- 17. септембар — Мирза Телетовић, босанскохерцеговачки кошаркаш
- 22. септембар — Татјана Маслани, канадска глумица[145]
- 26. септембар — Милан Милошевић, босанскохерцеговачки кошаркаш

### Октобар
- 4. октобар — Жанг Дан, кинеска клизачица
- 4. октобар — Милан Лукач, српски фудбалски голман[146]
- 8. октобар — Симоне Болели, италијански тенисер[147]
- 8. октобар — Бруно Марс, амерички музичар и музички продуцент
- 10. октобар — Марина Ламбрини Дијамандис, велшка музичарка
- 11. октобар — Мишел Трахтенберг, америчка глумица. (прем. 2025)
- 15. октобар — Бојан Перић, српски глумац и телевизијски водитељ[148]
- 18. октобар — Драган Станковић, српски одбојкаш[149]
- 24. октобар — Вејн Руни, енглески фудбалер[150]
- 25. октобар — Сијера, америчка музичарка, играчица и модел[151]
- 26. октобар — Андреа Барњани, италијански кошаркаш
- 26. октобар — Монта Елис, амерички кошаркаш
- 28. октобар — Тројан Белисарио, америчка глумица, редитељка, сценаристкиња и продуценткиња[152]
- 31. октобар — Ђорђе Ракић, српски фудбалер[153]

### Новембар
- 2. новембар — Демаркус Нелсон, америчко-српски кошаркаш[154]
- 4. новембар — Марсел Јансен, немачки фудбалер[155]
- 10. новембар — Александар Коларов, српски фудбалер[156]
- 11. новембар — Нина Сеничар, српска глумица, телевизијска водитељка и модел[157]
- 14. новембар — Јелена Гербец, српска певачица
- 15. новембар — Лили Олдриџ, амерички модел[158]
- 21. новембар — Хесус Навас, шпански фудбалер[159]
- 21. новембар — Карли Реј Џепсен, канадска музичарка и глумица[160]
- 30. новембар — Кејли Квоко, америчка глумица[161]

### Децембар
- 1. децембар — Џанел Моне, америчка музичарка, музичка продуценткиња и глумица[162]
- 1. децембар — Шанел Престон, америчка порнографска глумица[163]
- 2. децембар — Дорел Рајт, амерички кошаркаш[164]
- 3. децембар — Маркус Вилијамс, амерички кошаркаш[165]
- 3. децембар — Аманда Сајфред, америчка глумица, музичарка и модел[166]
- 5. децембар — Андре Пјер Жињак, француски фудбалер[167]
- 5. децембар — Џош Смит, амерички кошаркаш[168]
- 6. децембар — Дулсе Марија, мексичка глумица и певачица[169]
- 8. децембар — Двајт Хауард, амерички кошаркаш[170]
- 15. децембар — Миливоје Божовић, српски кошаркаш[171]
- 19. децембар — Гари Кахил, енглески фудбалер[172]
- 26. децембар — Бет Берс, америчка глумица[173]
- 26. децембар — Јевгениј Колесников, руски кошаркаш
- 26. децембар — Дамир Маркота, хрватски кошаркаш[174]

## Смрти

### Јануар
- 4. јануар — Брајан Хорокс, британски генерал[175]

### Фебруар
- 15. фебруар — Филип Бајковић, југословенски политичар и народни херој Југославије
- 15. фебруар — Чарлс Дотер, амерички радиолог
- 20. фебруар — Кларенс Неш, амерички глумац[176]

### Март
- 10. март — Константин Черњенко, совјетски политичар
- 28. март — Марк Шагал, руско-француски сликар

### Април
- 11. април — Енвер Хоџа, албански политичар
- 21. април — Танкредо Невеш, бразилски политичар

### Мај
- 9. мај — Мате Станичић, југословенски генерал и народни херој Југославије

### Јун
- 17. јун — Кирил Москаленко, маршал Совјетског Савеза[177]
- 21. јун — Матија Вуковић, српски вајар

### Јул
- 9. јул — Будимир Нешић, српски психолог и књижевник
- 16. јул — Хајнрих Бел, немачки књижевник и добитник Нобелове награде 1972. (* 1917)[178]
- 21. јул — Зоран Радмиловић, српски глумац (* 1933)[179]
- 21. јул — Александар Вучо, српски књижевник (* 1897)
- 22. јул — Мати Јервинен, фински атлетичар[180]
- 26. јул — Фреди Перлман, анархиста, писац, теоретичар и музичар (* 1934)[181]

### Август
- 13. август — Слободан Алигрудић, српски глумац[182]
- 18. август — Јосип Приможич, словеначки и југословенски гимнастичар[183]
- 25. август — Саманта Смит, америчка активисткиња (* 1972)[184]

### Септембар
- 3. септембар — Драган Манце, фудбалер Партизана (* 1962)[185]
- 7. септембар — Ђерђ Поја, мађарски математичар (* 1887)
- 15. септембар — Јосип Рус, словеначки и југословенски политичар
- 15. септембар — Волфганг Абендрот, немачки филозоф
- 30. септембар — Чарлс Рихтер, амерички сеизмолог и физичар[186]

### Октобар
- 2. октобар — Рок Хадсон, амерички глумац[187]
- 10. октобар — Десимир Јововић, народни херој Југославије
- 10. октобар — Јул Бринер, амерички филмски и позоришни глумац (* 1915)[188]
- 10. октобар — Орсон Велс, амерички филмски глумац, режисер и продуцент (* 1915)[189]

### Новембар
- 8. новембар — Николас Франц, луксембуршки бициклист (*1899)[190]
- 15. новембар — Перо Цар, народни херој Југославије
- 17. новембар — Август Чернигој, словеначки вајар[191]
- 21. новембар — Иво Сердар, хрватски глумац[192]

### Децембар
- 6. децембар — Владимир Смирнов, југословенски генерал
- 7. децембар — Роберт Грејвс, енглески књижевник
- 12. децембар — Ијан Стјуарт, шкотски музичар[193]
- 12. децембар — Ен Бакстер, америчка глумица[194]
- 22. децембар — Душан Егић, југословенски генерал и народни херој Југославије
- 23. децембар — Ферхат Абас, алжирски политичар

## Нобелове награде
- Физика — Клаус фон Клицинг
- Хемија — Херберт А. Хауптман и Џером Карл
- Медицина — Мајкл С. Браун и Џозеф Л. Голдштајн
- Књижевност — Клод Симон
- Мир — Међународни физичари за превенцију нуклеарног рата
- Економија — Франко Модиљани